# SimCity 3000
SimCity 3000 és un videojoc de construcció de ciutats i creat per Maxis i publicat per Electronic Arts el 1999. Forma part de la sèrie SimCity. Començà sent un videojoc en 3D, però en aquella època els gràfics en 3D no eren com els actuals. Els desenvolupadors del videojoc s'adonaren que seria molt costós fer tot el videojoc en 3D i decidiren crear el joc amb uns gràfics en 2D molt desenvolupats.
Entre les diferències amb el seu antecessor SimCity 2000 estan la incorporació d'assessors que diran si la ciutat creada va progressant bé o necessita atenció en algun punt concret. Els assessors estan distribuïts en diferents tasques:
- Urbanisme
- Finances
- Ensenyament i salut
- Serveis bàsics
- Seguretat
- Medi ambient

També s'hi pot veure com els Sims caminen pel carrer, protesten o són assaltats quan la delinqüència és alta. Els cotxes són en 3D i es pot veure amb més detall el trànsit en certes àrees. A SimCity 3000 es poden construir granges i a més de fer-se càrrec de l'electricitat i l'aigua potable, cal fer-se càrrec de les escombraries de la ciutat.
Amb l'arribada de SimCity 3000: World Edition, s'hi afegiren noves arquitectures per als edificis, basades en l'arquitectgura europea, oriental i nord-americana, a més de noves catàstrofes i la possibilitat de crear una ciutat a un desert o àdhuc a un territori gelat.
El 1999 fou llançada la millora de SimCity 3000, SimCity 3000 Unlimited amb més desastres i més opcions de joc.